# Justícia social

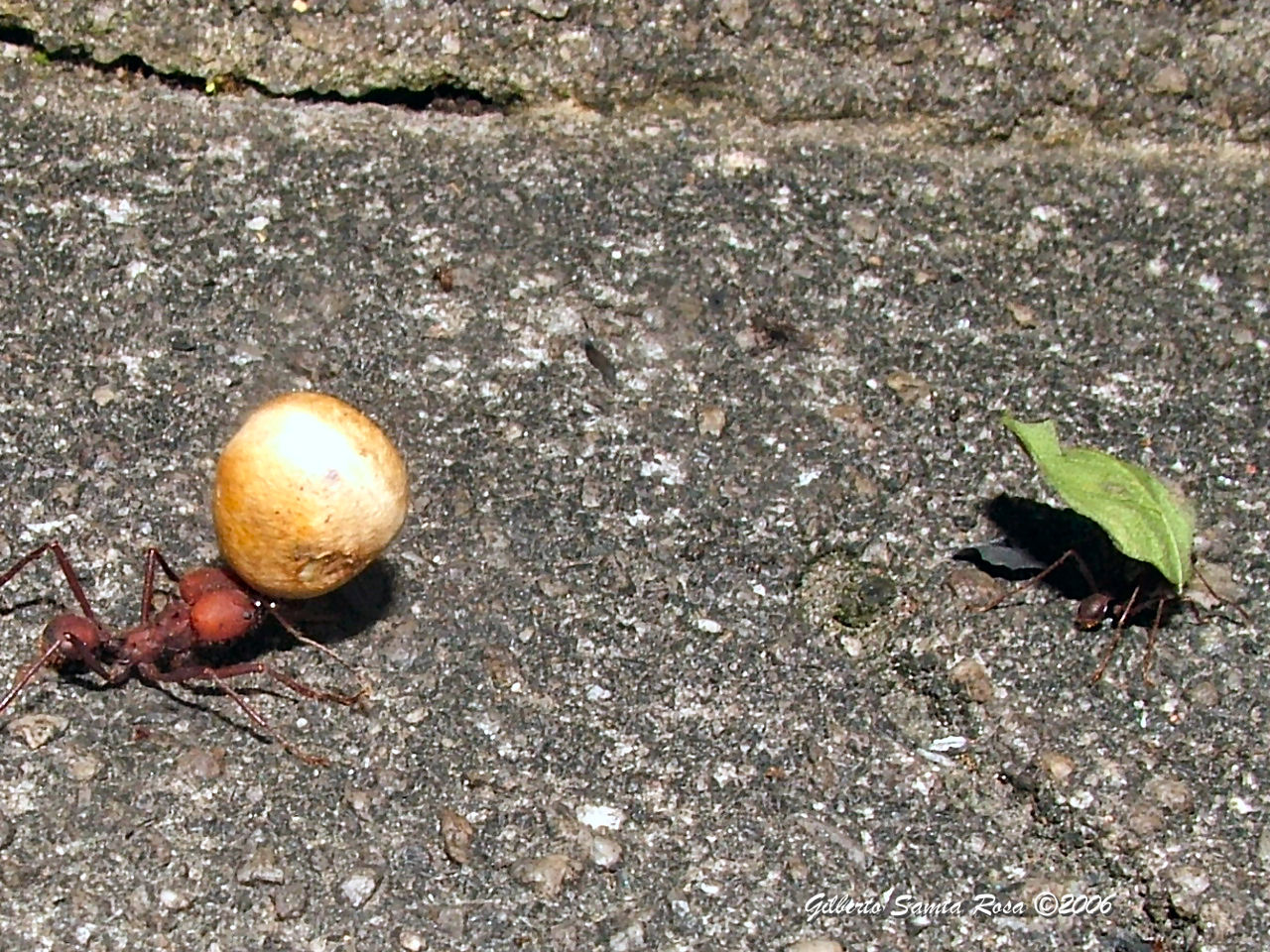
"Justícia social", foto de Gilberto Santa Rosa simbolitzant la desigualtat.

Justícia social és un concepte aparegut a mitjan segle xix, referit a les situacions de desigualtat social, que defineix la recerca d'equilibri entre parts desiguals, per mitjà de la creació de proteccions o desigualtats de signe contrari, a favor dels més febles.
La justícia social remet directament al dret dels sectors més desfavorits de la societat, especialment els treballadors, al gaudi dels drets humans socials i econòmics, coneguts com a drets de segona generació, dels quals cap ésser humà hauria de ser privat.
Per a graficar el concepte sol dir-se que, mentre la justícia ha de ser cega, la justícia social ha de llevar-se la bena per a poder veure la realitat i compensar les desigualtats que s'hi produeixen. En el mateix sentit s'ha dit que mentre l'anomenada justícia "commutativa" és la que correspon entre iguals, la justícia "social" és la qual correspon entre desiguals.
La idea de justícia social està orientada a la creació de les condicions necessàries perquè es desenvolupe una societat relativament igualitària en termes econòmics. Comprèn el conjunt de decisions, normes i principis considerats raonables per a garantir condicions de treball i de vida decents per a tota la població. Involucra també la concepció d'un Estat actiu, removent els obstacles que impedeixen el desenvolupament de relacions en igualtat de condicions.
El filòsof argentí Alejandro Korn sosté que la justícia social és un ideal que solament pot definir-se a partir del fet concret de la injustícia social. Alguns estudiosos, sostenen que el concepte «justícia social» es correspon amb la «justícia distributiva» d'Aristòtil, mentre que la noció de «justícia commutativa» de l'estagirita, correspon a la idea clàssica de justícia, en la societats modernes.
Entre els temes que interessen a la justícia social es troben la igualtat social, la igualtat d'oportunitats, l'Estat del benestar, la qüestió de la pobresa, la distribució de la renda, els drets laborals i sindicals, etc.

## Origen i evolució del concepte
Històricament el concepte de justícia social apareix relacionat al conflicte que en el segle xix es va cridar la "qüestió social", és a dir, el creixent malestar i reclam dels treballadors que va ser creixent en importància en tot el món a partir de la instal·lació del capitalisme.
L'expressió "justícia social" (giustizia sociale) va ser encunyada pel sacerdot jesuïta italià Luigi Taparelli, en el llibre Saggio teoretico di dritto naturale, appoggiato sul fatto (Assaig teòric del dret natural recolzat en els fets), publicat en 1843, en Livorno, Itàlia.
| «                                                                                           | ...la justícia social ha d'igualar de fet a tots els homes tocant a els drets d'humanitat,... | » |
| — Luigi Taparelli, Ensayo teórico del derecho natural apoyado en los hechos (TI:355), 1843. |                                                                                               |   |

Taparelli, considerat un dels fundadors de la doctrina Social de l'Església, va crear el terme per a aplicar-lo als conflictes obrers que es van estendre arran de l'establiment del maquinisme i la societat industrial. Taparelli va fundar les seues idees en una renovació del pensament tomista i va considerar que la justícia social era una noció diferent tant de les nocions de justícia commutativa com de la justícia distributiva, que caracteritzen al pensament aristotèlic-tomista.
Diverses dècades després el terme "justícia social" (social justice) és tornat a usar a Anglaterra a fins del segle xix, pels socialistes fabians anglesos. L'expressió ja apareix en els famosos Fabian Essays in Socialism (Assajos fabians sobre el socialisme), publicats en 1889. En el socialisme fabià, la justícia social ocupa el paper de finalitat ètica per excel·lència, per a guiar l'evolució social mitjançant canvis no revolucionaris cap a un sistema de socialdemocràcia.
A partir dels fabians, el concepte de justícia social va ser adoptat per la socialdemocràcia, principalment en Anglaterra, França i l'Argentina. En Anglaterra, el concepte va passar al Partit Laborista anglès, al que la Societat Fabiana es va integrar, i va ser acceptat i reprès pel govern liberal a través del seu emergent el Ministre de Comerç David Lloyd George, l'objectiu manifest del qual era "assolir la justícia social". En la mateixa època, a França, el Partit Socialista a través de Jean Jaurés, adopta el concepte de justícia social com a part de la seua socialisme ètic i pacifista. En Argentina, el Partit Socialista incorpora el concepte a través de Alfredo Palacios, elegit diputat en 1904, vinculant les idees de "nou dret" i justícia social.

Després de la Primera Guerra Mundial, en 1919, es crea l'Organització Internacional del Treball (OIT) que incorpora la noció de justícia social a la seua Constitució, en la primera frase, com fonament indispensable de la pau universal:
| «                                                                    | Considerant que la pau universal i permanent només pot basar-se en la justícia social... | » |
| — Constitució de l'Organització Internacional del Treball (OIT) 1919 |                                                                                          |   |

En 1931, la noció de justícia social s'incorpora plenament a la Doctrina social de l'Església Catòlica, a l'utilitzar-la el papa Pius XI en l'encíclica Quadragesimo anno. Per a Pius XII, la justícia social és un límit al que ha de subjectar-se la distribució de la riquesa en una societat, de manera tal que es reduïsca la diferència entre els rics i els necessitats:
| «                                            | 58. A cadascú, per tant, ha de donar-se-li el seu en la distribució dels béns, sent necessari que la partició dels béns creats es revoque i s'ajuste a les normes del bé comú o de la justícia social, doncs qualsevol persona assenyada veu quan gravíssim trastorn implica amb si aquesta enorme diferència actual entre uns pocs carregats de fabuloses riqueses i la incomptable multitud dels necessitats. | » |
| — Pío XI, Encíclica Quadragesimo anno, 1931. | |   |

L'aparició en les primeres dècades del segle xx, del constitucionalisme social, l'Estat de benestar i el dret laboral, són qüestions que ràpidament es van vincular amb les idees de justícia social.

## Filosofia del dret i justícia social
La defensa dels principis de justícia es realitza normalment per mitjà de l'argumentació racional, amb base a quatre tipus d'argument: pràctic, per analogia, ètic i d'identitat.
El tractament del terme justícia social per les Ciències Socials es troba en R. L. Cohen, pres de justice, social en el 'Dictionary of Sociology' d'Oxford. En Internet pot situar-se com Social justice. Quant a la filosofia i la teologia el terme és relativament recent.
Altra font és el pensament de Joaquín Ruiz Jiménez en espanyol. És especial i profusament tractat en la Doctrina Social Catòlica (Encícliques socials) amb el referent de la Dignitat humana i en la tradició cristiana per estar vinculat al seu concepte de l'amor al proïsme. Altres fonts són: el moviment sindical, els partits socialistes democràtics i els moviments de Drets Humans.
La idea de justícia social batega en l' 'equilibri reflexiu' dels principis de justícia de Rawls: llibertats bàsiques, principi de diferència i l'acció afirmativa com discriminació positiva, basada en la justícia entesa com a equitat, qüestió que ha estat discutida i parcialment resolta pel principi d'igualtat d'oportunitats, però no ha estat desenvolupada fins a les accions i conseqüents legislacions dels moviments humanistes entorn de la discriminació, la llibertat i les Encícliques Socials: la distribució dels fruits del desenvolupament i la dignitat humana.
La lluita contra la distribució desigual de béns que són de tots, la sol·licitud o preocupació pel bé comú, la idea que justícia equival a pau i la consciència d'això en els individus són tots components d'un sistema social just. El balanç de les desigualtats socials en benefici dels menys afavorits, donant a la justícia la categoria d'equitat, com preocupació social per al desenvolupament humà i de la societat, ja defineix la nova situació d'aquestes qüestions en la humanitat. Aquest tipus de problemes afavoreix la temptació de l'ús de la violència per a combatre situacions considerades socialment injustes; els problemes principals assenyalats com a exemples són habitatge i atur i qüestions internacionals de gran importància, que posseeix un caràcter progressista (acumulatiu) i una fonamentació empírica i racional, desenvolupant una doctrina social basada en aquests punts: desenvolupament, solidaritat, dignitat humana i identitat de cada comunitat.
Com teologia moral, la seua definició arriba més enllà del contracte social: 'els béns d'aquest món estan originalment destinats a tots', que forma un conjunt de principis, criteris de judici i directrius d'acció, 'un compromís per a la justícia segons la funció, vocació i circumstàncies de cadascun', (Sollicitudo rei socialis, Juan Pablo II PP.). S'ha construït ja un model de filosofia moral per a la societat civil i s'ha incorporat a l'estructura social a través de les Ciències Socials, és a dir, amb aportacions i punts de vista de tècniques multidisciplinàries, variades.